# 209148 Dustindeford
209148 Dustindeford è un asteroide della fascia principale. Scoperto nel 2003, presenta un'orbita caratterizzata da un semiasse maggiore pari a 2,4556610 UA e da un'eccentricità di 0,1328063, inclinata di 12,97604° rispetto all'eclittica.